# 加藤利男
加藤 利男（かとう としお、1952年4月20日 - ）は、日本の官僚。内閣府政策統括官や、国土交通省都市局長、内閣官房地域活性化統合事務局長を経て退官後、住宅金融支援機構理事長、東京都都市計画審議会会長などを務めた。

## 人物
愛媛県新居浜市出身。愛媛県立新居浜西高等学校を経て、1976年に一橋大学商学部を卒業し、建設省（のち国土交通省）入省。都市局、住宅局、建設経済局などで勤務し、都市計画に詳しい。2001年内閣府大臣官房会計課長に就任。外務省の松尾克俊室長が外務省報償費から5400万円余を横領し、競走馬の購入などにあてていたとして、警視庁捜査二課に被害届を出し、外務省機密費流用事件として立件された。
2005年都市・地域整備局担当の審議官に就任。地方都市の中心市街地活性化のため、改正都市計画法、大規模小売店舗立地法、中心市街地活性化法のいわゆるまちづくり3法の改正案策定を担当。これは従来のあり方によると郊外に大型店が進出し、中心市街地の空洞化が生じるため、方針を抜本的に転換し、スーパー等の出店を原則禁止とすることにより、大型店の中心地への進出を促そうとするものであった。その後2008年に都市・地域整備局長に昇格した。退官後、住宅金融支援機構理事長や、東京都都市計画審議会会長を歴任し、2019年には「東京における土地利用に関する基本方針」を小池百合子東京都知事に答申した。2022年、瑞宝重光章受章。

## 略歴
- 1952年 愛媛県出身
- 1971年 愛媛県立新居浜西高等学校卒業
- 1976年 一橋大学商学部卒業、建設省入省
- 1989年 建設省都市計画課課長補佐
  - 建設省都市局都市計画課長
  - 内閣官房内閣参事官
  - 内閣官房総理大臣官邸整備企画室次長
- 2001年 内閣府大臣官房会計課長
- 2003年 国土交通省総合政策局総務課長
- 2004年 国土交通省大臣官房総務課長 兼 大臣官房審議官
- 2005年 国土交通省大臣官房審議官（都市・地域整備局）
- 2007年 内閣府政策統括官（防災担当）
- 2008年 国土交通省都市・地域整備局長
- 2011年 国土交通省都市局長
- 2012年 内閣官房地域活性化統合事務局長 兼 内閣官房副長官補付内閣審議官 兼 内閣府地域活性化推進室長 兼 内閣府地域自主戦略交付金業務室長
- 2013年 退官、内閣官房地域活性化統合事務局国家戦略特区総括官
- 2013年 公益財団法人自転車駐車場整備センター理事長
- 2015年 独立行政法人住宅金融支援機構理事長[5]
- 2017年 東京都都市計画審議会会長[6]
- 2021年 一般財団法人高齢者住宅財団理事長[7]、一般社団法人高齢者住宅協会理事[8]、一般社団法人全国居住支援法人協議会監事[9]、一般財団法人計量計画研究所評議員[10]

## 論文等
- 「都市計画行政分野における国際協力」新都市.52(11)、1998年11月）
- 「座談会 今後の宅地開発事業を考える」住まいとまち. （通号74）、1996年6月）
- 「駅構内の信号電源落下原因とその対策について」（鉄道と電気技術.7(4)、1996年4月）
- 「真に豊かな生活は、「安全・安心」・「魅力と活力」・「ゆとりとうるおい」から」（建設月報.48(7)、1995年7月）
- 「道路局 「ゆとり社会」を実現するための道路整備の推進」（建設月報.46(2)、1993年2月）
- 「道路局=「ゆとり社会」を実現するための道路整備の推進」建設月報.45(9)、1992年9月）
- 「駐車場の整備とスムーズで安全な道路交通の確保をめざして」（時の法令.（通号1417）、1992年1月15日）
- 「道路法及び駐車場法の一部改正」（法律のひろば.44(9)、1991年9月）
- 「宅地行政-4-」（建設月報.30(5)、1977年5月）
- 「宅地行政-3-」（建設月報.30(4)、1977年4月）